# NGC 6742
NGC 6742 ist ein planetarischer Nebel im Sternbild Drache. 
Das Objekt wurde am 8. Juli 1788 von dem Astronomen Wilhelm Herschel entdeckt.